# Acropimpla poorva
Acropimpla poorva är en stekelart som beskrevs av Gupta och Tikar 1976. Acropimpla poorva ingår i släktet Acropimpla och familjen brokparasitsteklar. Inga underarter finns listade i Catalogue of Life.